# مونته سنت آنجلو
مونته سنت آنجلو (به ایتالیایی: Monte Sant'Angelo) یک کومونه در ایتالیا است که در استان فوجیا واقع شده‌است.

## خصوصیات
مونته سنت آنجلو ۲۴۲ کیلومترمربع مساحت و ۱۳٬۴۹۱ نفر جمعیت دارد و ۷۹۶ متر بالاتر از سطح دریا واقع شده‌است.

## خواهرخوانده
شهرهای آسیزی، San Michele Salentino، Vallecorsa، مون سن-میشل، سان جووانی روتوندو، باری (ایتالیا)، آندریا (ایتالیا) و آلبروبلو خواهرخوانده‌های مونته سنت آنجلو هستند.

## نگارخانه

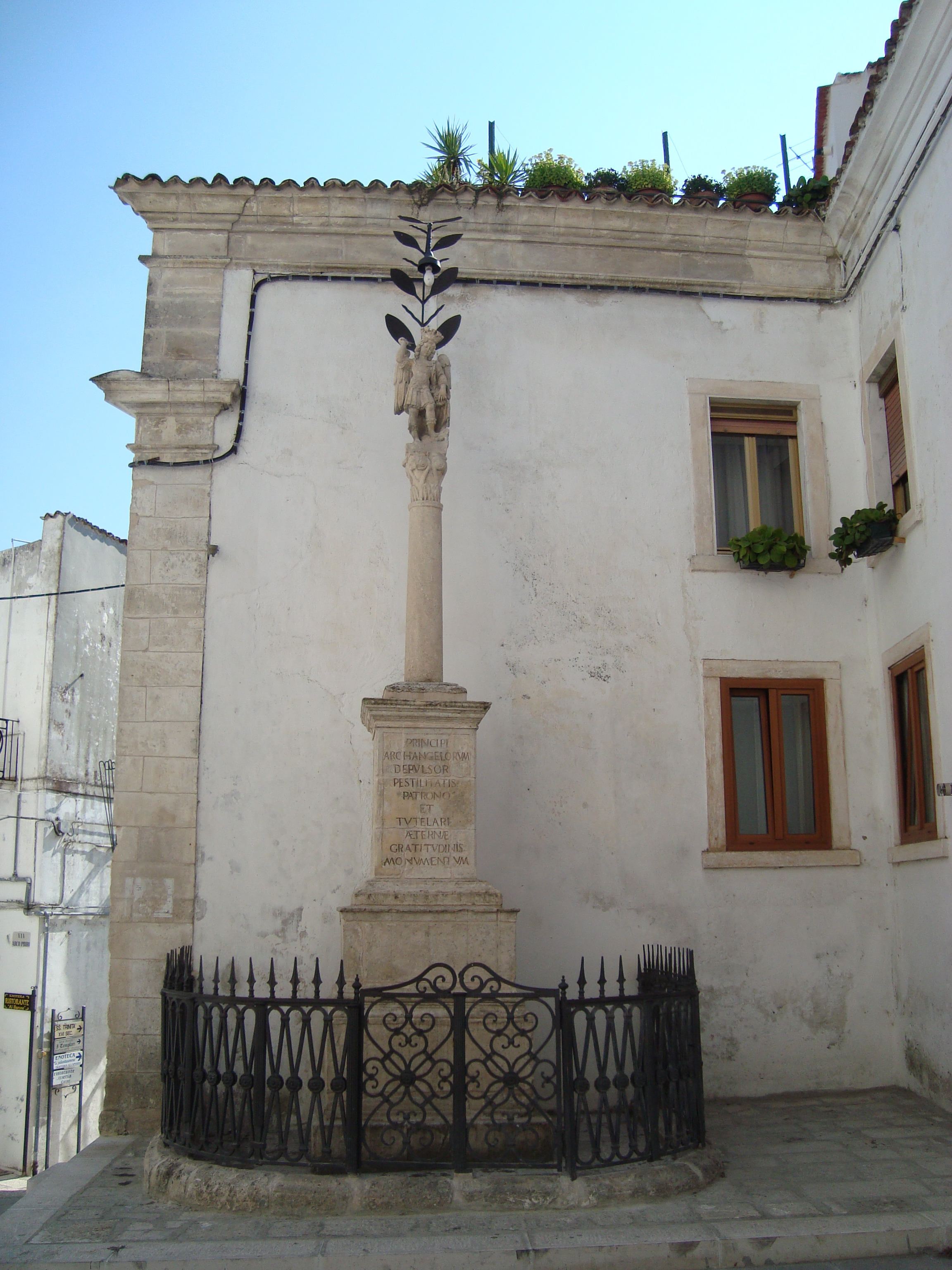
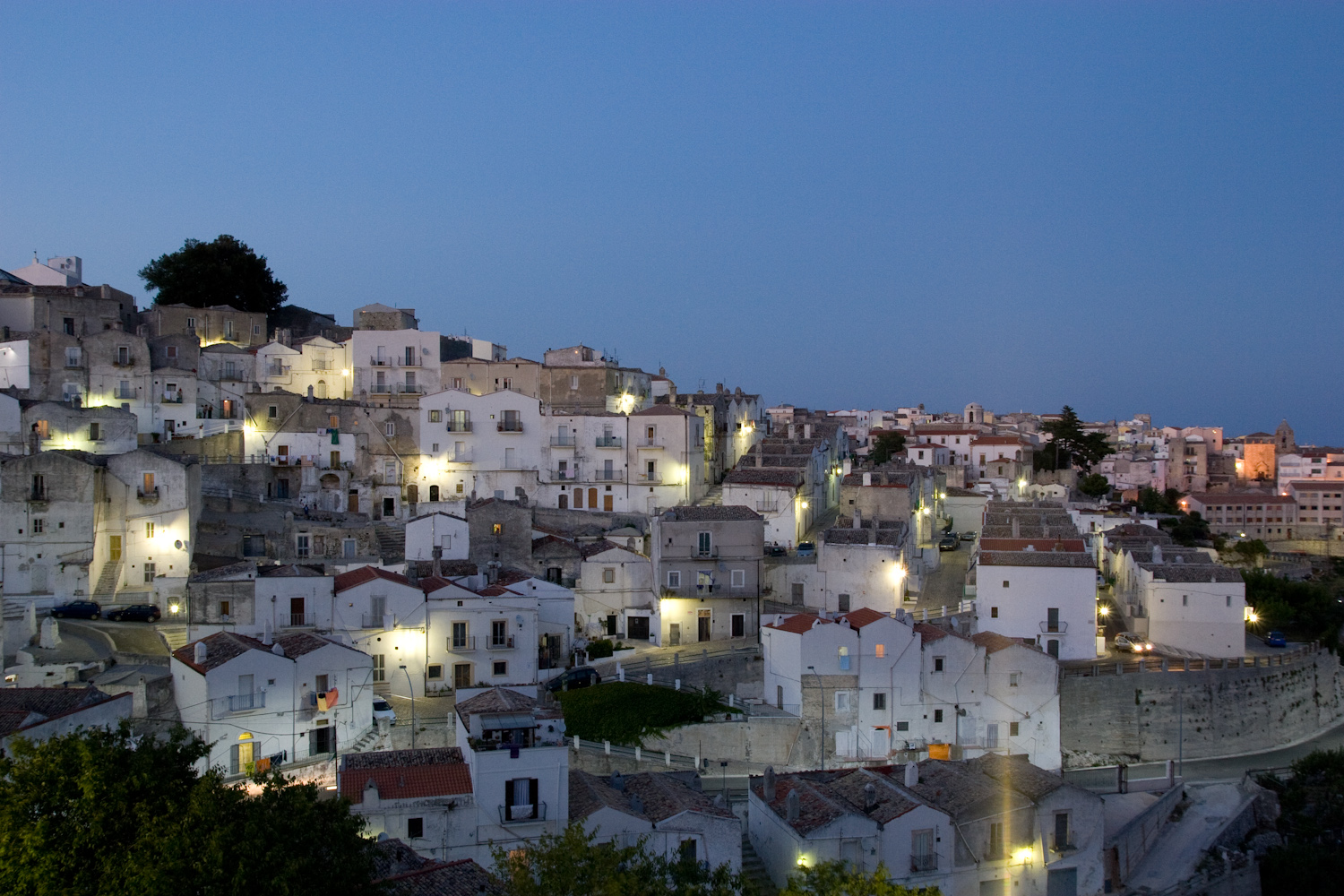
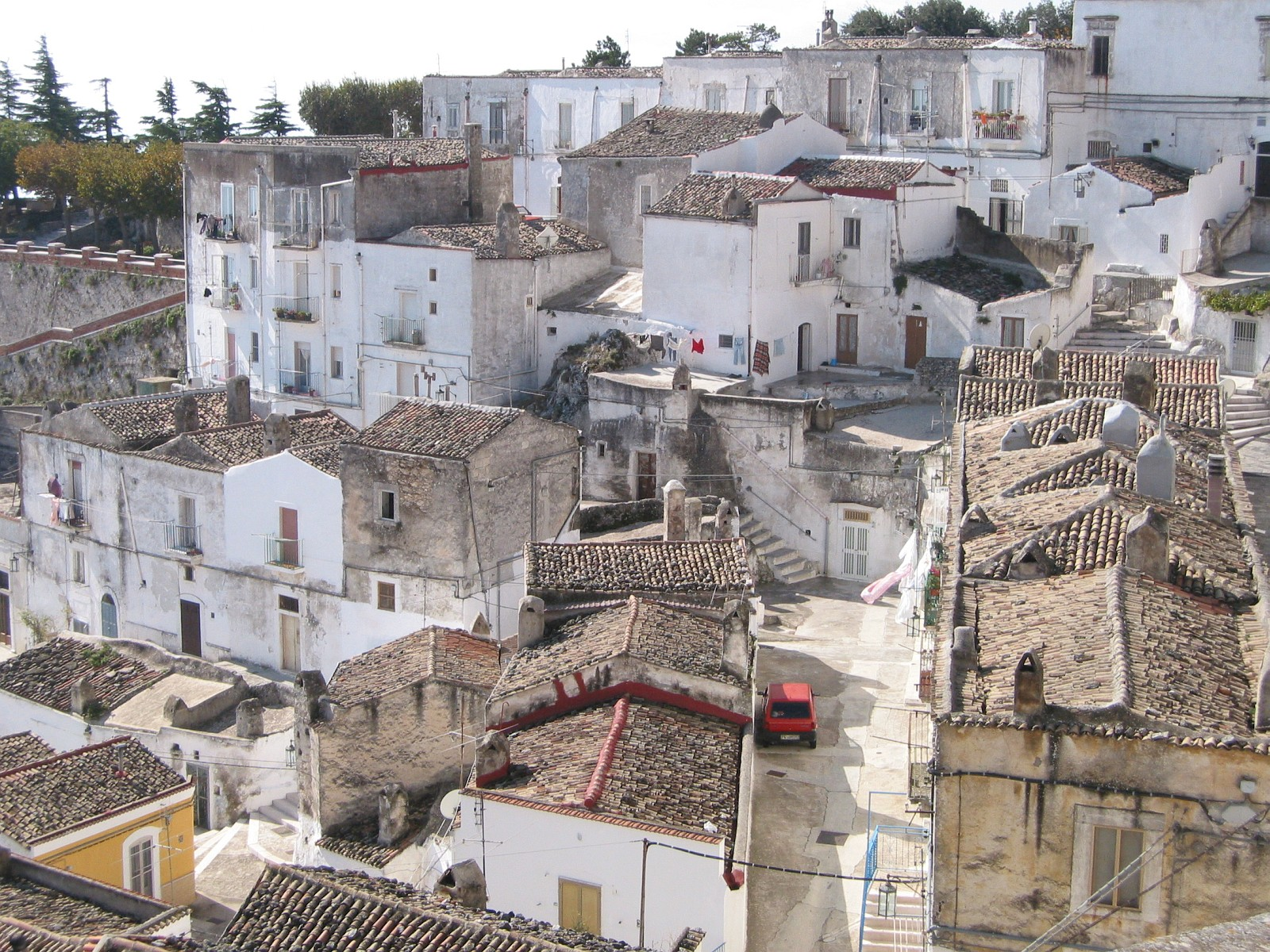
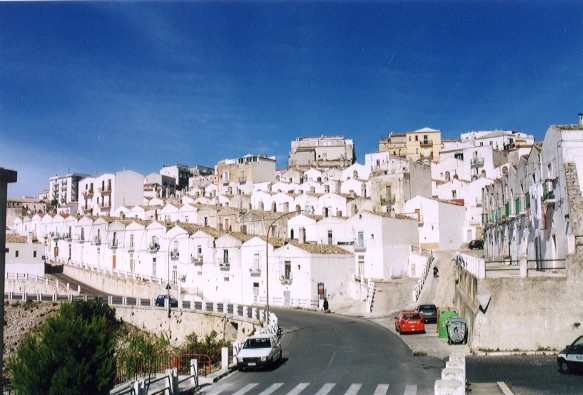
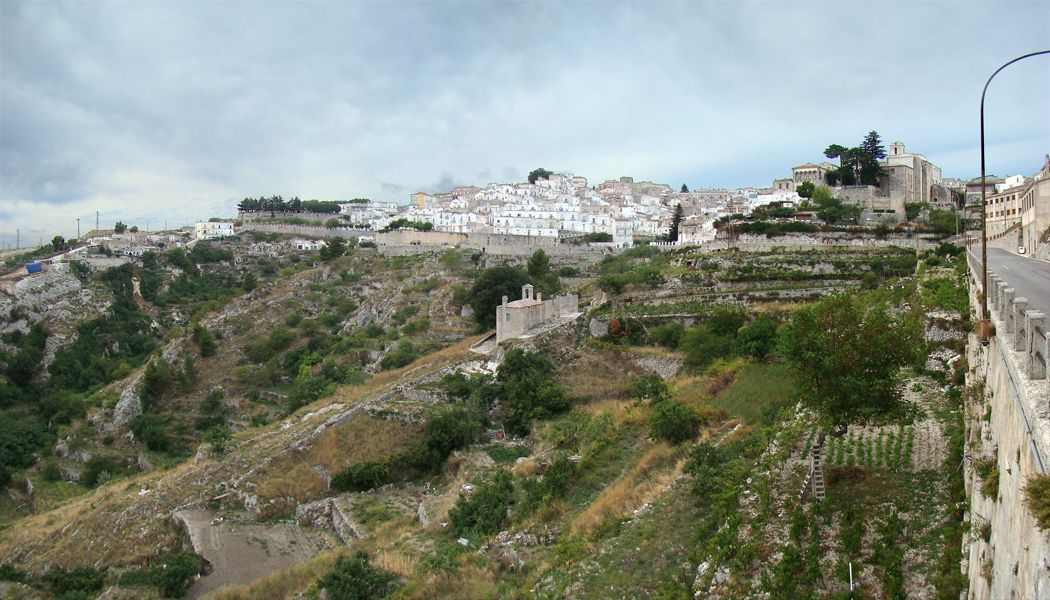
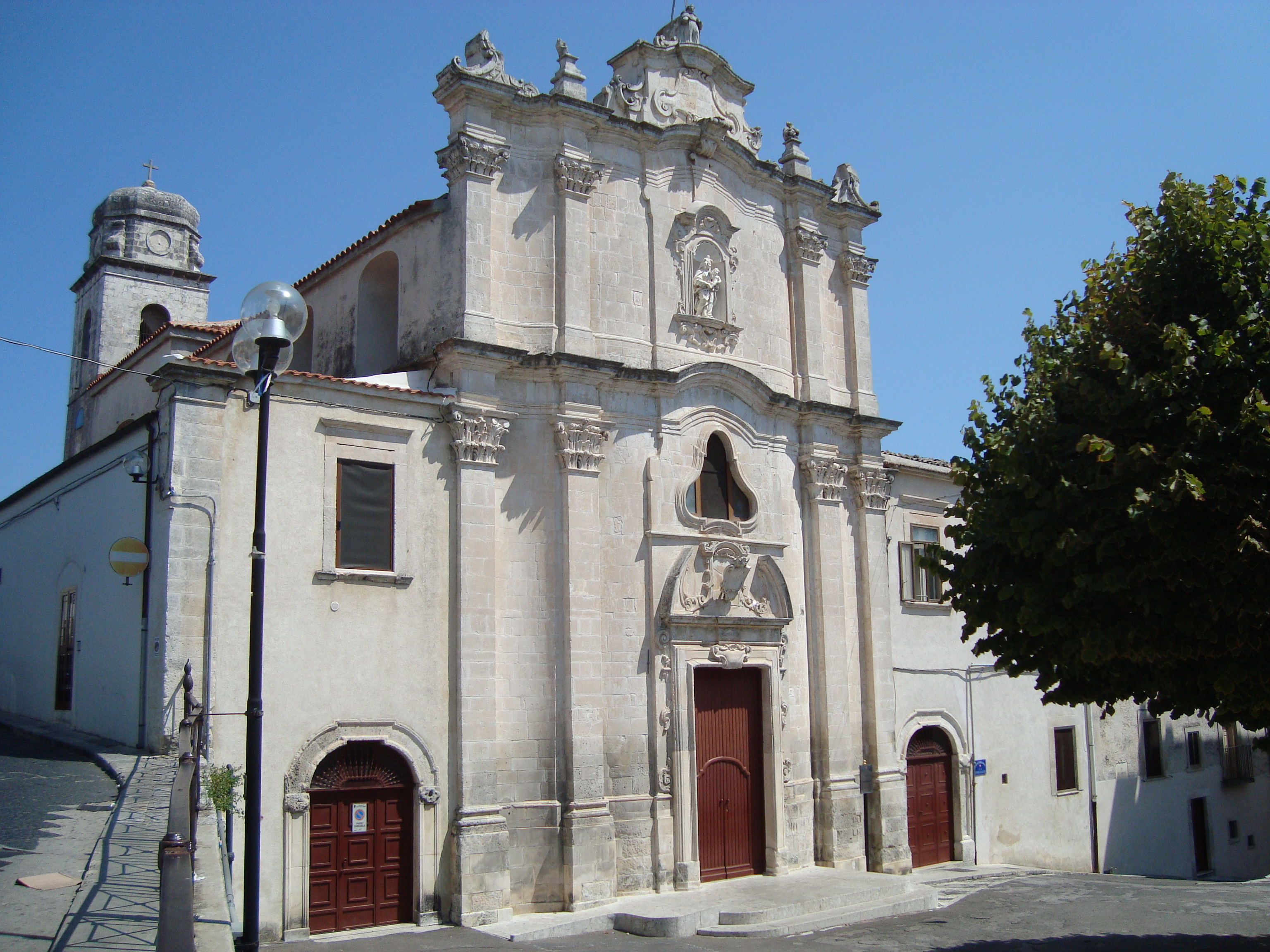
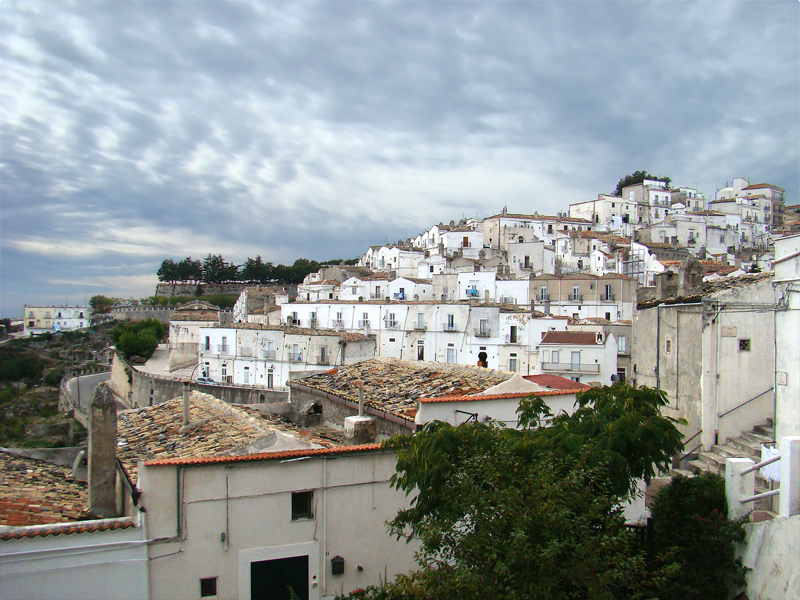
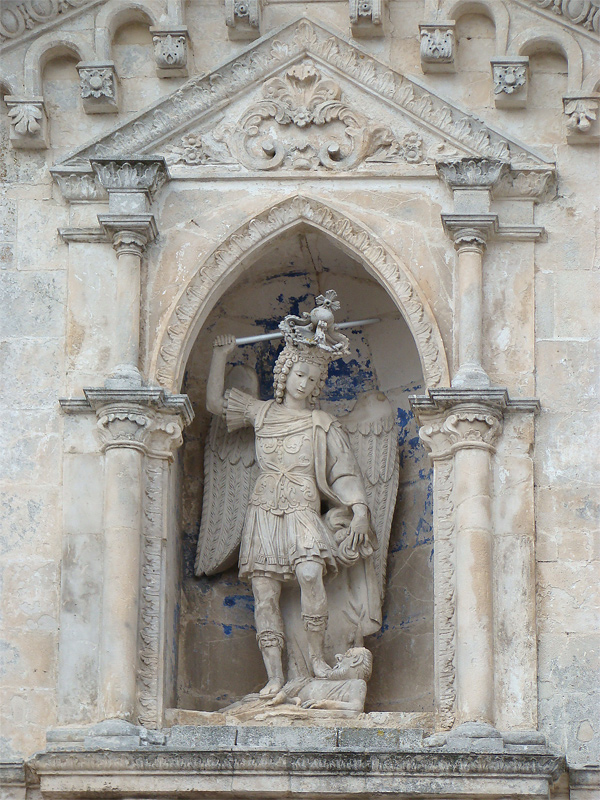
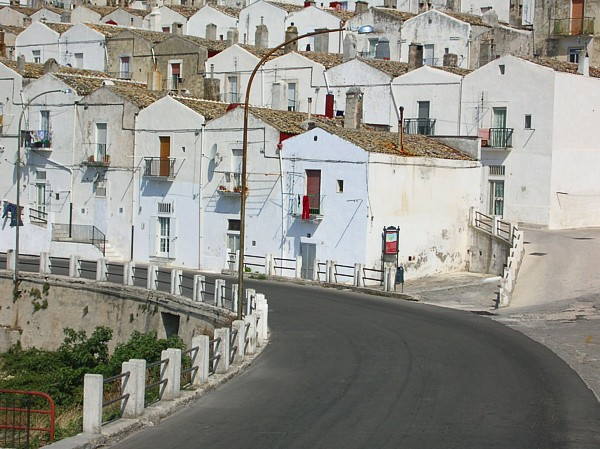
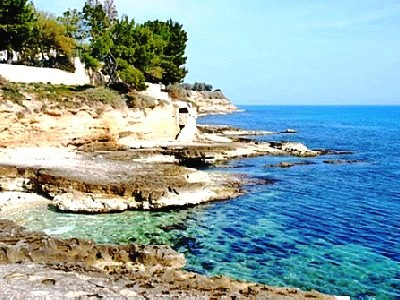
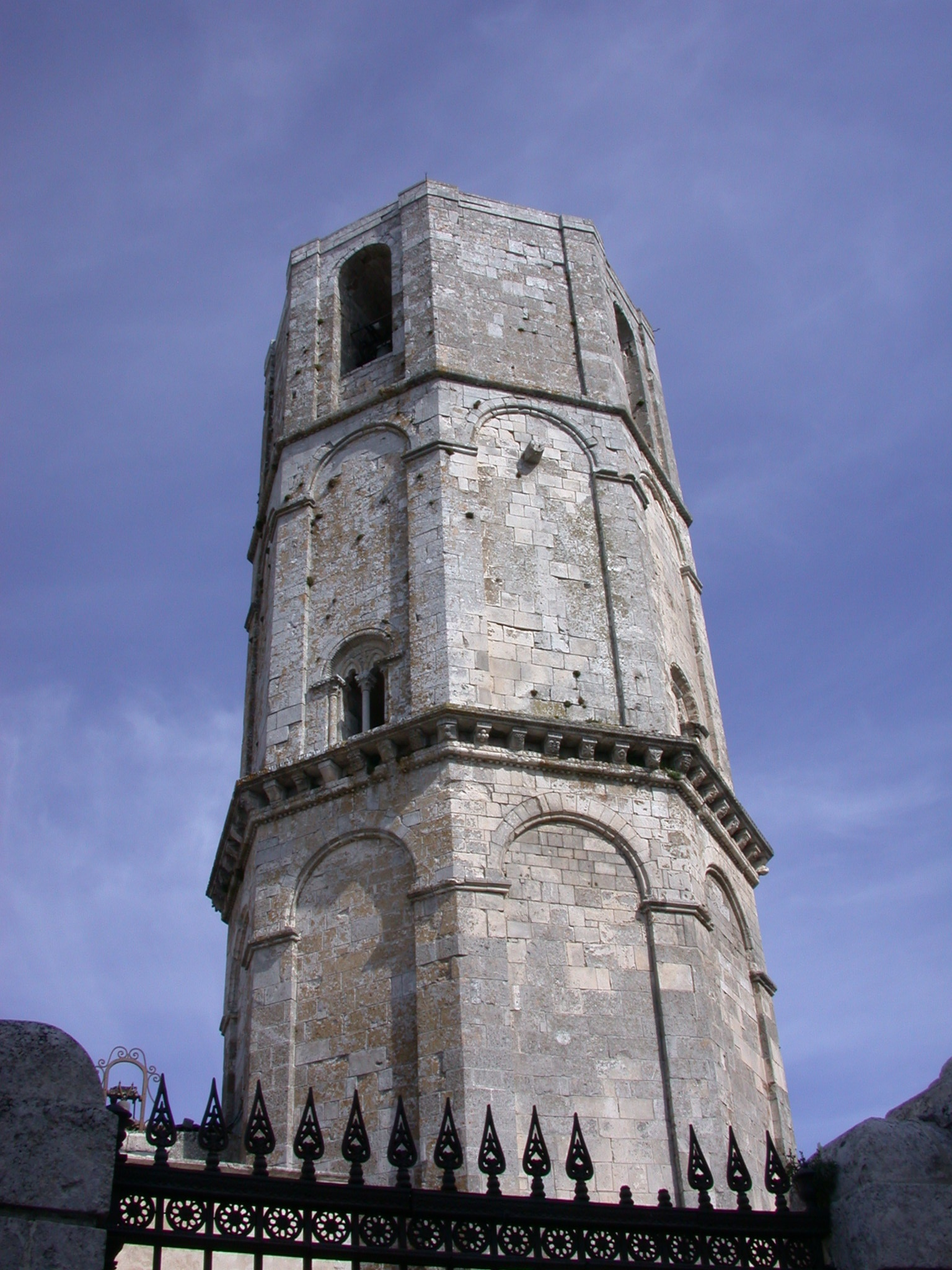